# ポッポ (飲食店)

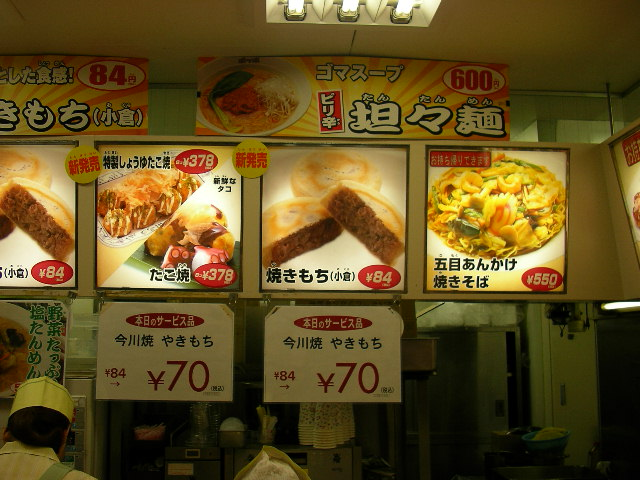
店舗の一例

ポッポ (POPPO) は、セブン&アイ・ホールディングス傘下のイトーヨーカ堂が運営するファーストフードチェーン。
主にイトーヨーカドーの店内に出店しており、店名はそのシンボルマークであるハトに由来する。

## 概要
メニューは、ラーメン・ソフトクリーム・今川焼き・焼きそば・お好み焼き・たこ焼き・フライドポテトなどが主力商品である。季節や店舗によってはかき氷やうどんも販売している。クレープなど一部店舗のみ取り扱いのメニューもある。焼きそばやお好み焼き、たこ焼き、薄皮黄金焼の調理は、鉄板で焼く光景をガラス越しに見ることもできる。
1975年にイトーヨーカ堂とソントン食品工業の業務提携によりヨーク物産株式会社を設立、翌1976年に「ポッポ」1号店をイトーヨーカドーせんげん台店（埼玉県越谷市）に開店した。ヨーク物産株式会社はその後、1988年にイトーヨーカ堂の100%子会社となった。
2005年にはセブン&アイ・ホールディングスが設立され、持株会社制に移行。2年後の2007年1月10日にはセブン&アイ・ホールディングスの外食部門を担う企業として株式会社セブン＆アイ・フードシステムズを設立。同社は、同年3月にヨーク物産株式会社、株式会社デニーズジャパン、株式会社ファミールの3社を完全子会社化。同年9月1日には上記3社を吸収合併し、「ポッポ」はセブン&アイ・フードシステムズが運営する店舗となった。
2022年9月1日にはイトーヨーカ堂へ経営移管された。
2014年、それまで「今川焼き」の商品名で販売していた商品を「薄皮黄金焼（うすかわこがねやき）」に改名。しかし、2021年3月21日からは再び「今川焼き」の名称に戻った。今川焼きのメインメニューは「薄皮黄金焼」時代から「あずき」（つぶあん）と「カスタード」であり、それに季節のメニューが加わる。
長らくメールマガジン会員登録による割引クーポン配布サービスを行ってきたが、メールマガジン廃止後は割引クーポンはデニーズ公式アプリへ統合された。さらに2022年9月1日をもってデニーズアプリは「ポッポ」では利用できなくなり、デニーズアプリ内での「ポッポ」の割引クーポンは廃止された。

## 店舗
イトーヨーカドーの店舗以外では、エスパの屋号を使用していた時期にも出店していた。ザ・プライスでは五香店（千葉県松戸市）のみで、旧イトーヨーカドー五香店時代より出店していた。
セブン&アイ・フードシステムズへの会社統合後は、同時に統合されたファミリーレストラン「ファミール」（2019年内に全店閉店）と同様に、2010年代後半から大量閉店が続いている。その一方で、新規出店の動きも見られる。

### ポッポサーカス
2019年10月17日、イトーヨーカドー幕張店内に開店した「ポッポ幕張店」のサブ名称。調理ロボットを導入して省力化を図るとともに、サーカス団に扮したロボットによる調理を見て楽しめる店舗となっている。

### ポッポ以外の店舗
- ヨークマートの一部店舗ではフードコートに「ハッピーポッポ」の店名で出店していた。
- ヨークベニマルでは一部の店舗に「ベニーズ」というフードコートを併設している。同じセブン&アイグループで名前の似ているファミリーレストラン「デニーズ」とは異なり、扱う商品はポッポのラインナップの縮小版（ファストフードのみ。うどんなどを除く）である。

## かつて存在したポッポの店舗
- アリオ札幌店
- 月寒店
- 新川店
- 北見店
- 旭川店
- 琴似店
- 江別店
- 恵庭店
- 福住店
- 帯広店
- 屯田店
- 苫小牧店
- 八戸店
- 五所川原店
- 青森店
- 八戸沼館店
- 弘前店
- 花巻店
- 石巻中里店
- 石巻あけぼの店
- 福島店
- 郡山店
- 平店
- 新潟木戸店
- 新潟丸大店
- 小山店
- 藤岡店
- 古河店
- 川口店
- 新田店
- 上福岡東店
- 大宮店
- 深谷店
- 新田店
- アリオ川口店
- 坂戸店
- 東松山店
- 錦町店
- 和光店
- 西川口店
- 日立店
- 新浦安店
- ニューコースト新浦安店
- 八柱店
- 五香店
- 成田店
- 松戸店
- 八千代店
- 東習志野店
- 船橋店
- アリオ蘇我店
- 我孫子南口店
- 市原店
- 姉崎店
- 柏店
- 千住店
- 綾瀬店
- 金町店
- 多摩センター店
- 小岩店
- 大井町店
- 国領店
- 府中店
- 若葉台店
- 上大岡店
- 横浜別所店
- 武蔵小杉店
- 藤沢店
- 茅ヶ崎店
- 大和鶴間店
- 川崎港町店
- 大森店
- 南大沢店
- 古淵店
- 長野店
- アリオ松本店
- 沼津店
- 富士店
- 浜松宮竹店
- 静岡店 (初代)
- 刈谷店
- 知多店
- 安城店
- 尾張旭店
- 柳津店
- 六地蔵店
- 東大阪店
- 甲子園店
- 岡山店
- 福山店

## 他社の類似業態
- グリーンズプラネットオペレーションズ
  - 「一口茶屋」「ピーターパン」などの屋号で和風ファーストフード店を展開。ポッポ閉店後の一部店舗に居抜き出店している。